# مرکز خرید اپال
مرکز خرید اُپال یا اپال مال مرکز خریدی واقع در سعادت‌آباد شهر تهران است که از سال ۱۳۹۲ ساخت آن آغاز شد و در سال ۱۳۹۸ بازگشایی شده است.مرکز خرید اپال توسط امید غلام پور طراحی شده است و توسط دو شرکت بوژان و آریا ساخته شده است. مالک اپال شرکت سهامی خاص اپال است. این مرکز خرید داری ۲۳ طبقه واحد تجاری، اداری و تفریحی می‌باشد که ۱۴ طبقه آن بالای زمین و ۹ طبقه آن زیر زمین قرار دارد. همچنین این مرکز خرید دارای یک باند فرود بالگرد در ارتفاع ۹۰ متری از زمین و یک پل ارتباطی بین بخش‌های مختلف مجتمع در ارتفاع ۴۵ متری از زمین است. بخش تجاری مرکز خرید اپال داری شش بخش به نام های اپال هوم، اپال مد، اپال کویین، اپال اسپرت، اپال استایل و اپال الکترونیک است. در طبقه چهارده آن بخش اپال آفیس و همچنین تعدادی سالن ماساژ، کلینیک پوست و مو و سالن زیبایی وجود دارد. در طبقه سوم اپال بخش اپال کیدز و در طبقه هشتم بخش اپال انترتیمنت قرار گرفته است که شامل بولینگ، بیلیارد، فوتبال‌دستی، اتاق فرار کیوب، بازی‌های واقعیت مجازی، و بازی‌های کامپیوتری و کنسولی است. زیر بنای اپال ۱۳۰٬۰۰۰ متر مربع است و داری ۱۸۰۰ پارکینگ در ۸ طبقه است. مرکز خرید اپال دارای ۸۵۰ فروشگاه، رستوران و کافی شاپ می‌باشد. در طراحی آن از المان‌های معماری مدرن استفاه شده است.

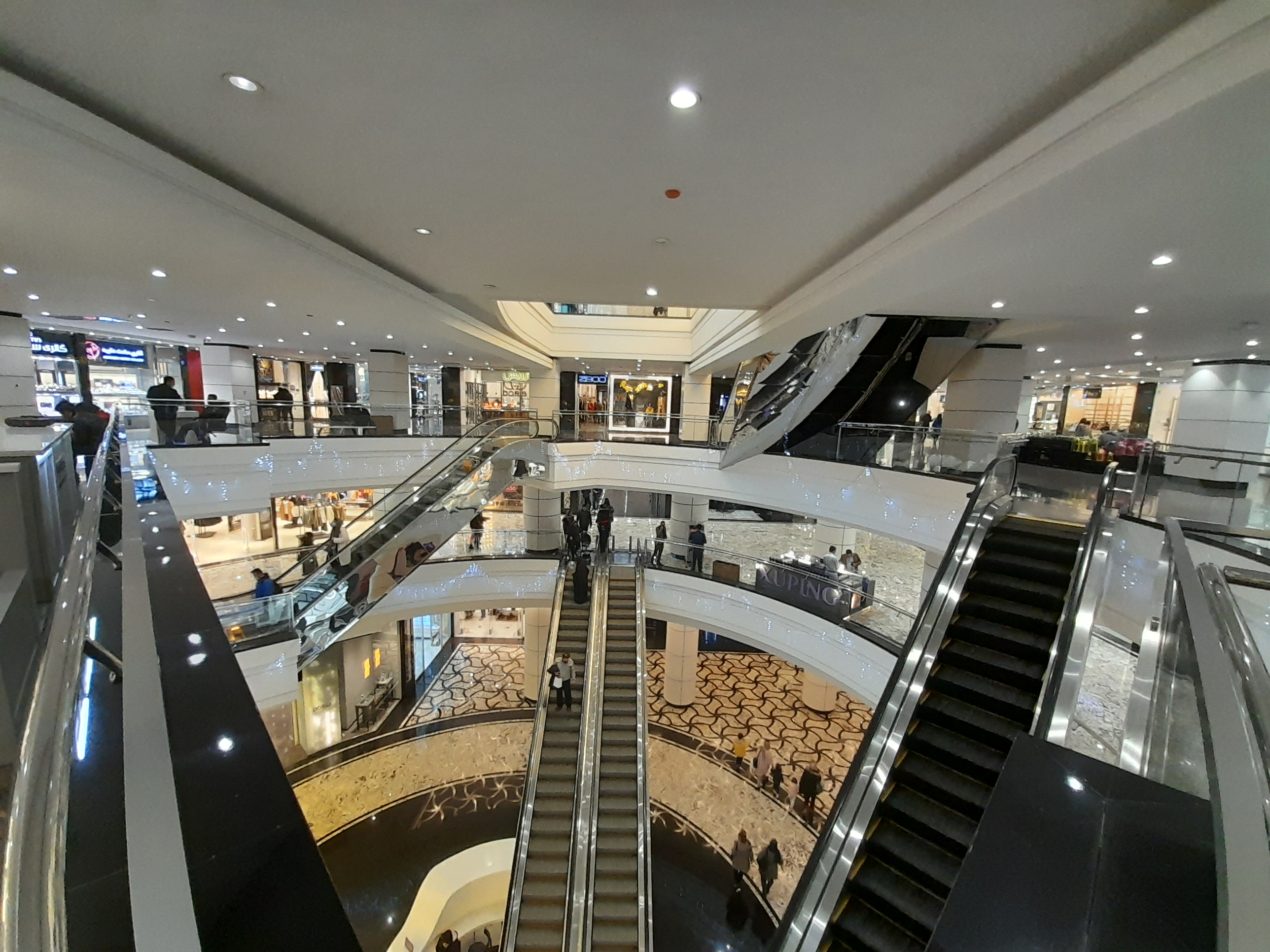
نمای مرکز خرید اپال از طبقه سوم

مرکز خرید اوپال داری فروشگاه های پوشاک، ورزشی، طلا و جواهر، لوازم تزیینی، لوازم خانگی، فرش، پرده، کتابفروشی، ابزار آلات موسیقی و سوپرمارکت است. در طبقه نهم و دهم اپال دو سرای غذا به مساحت هزار متر قرار گرفته است که دارای ۱۶ رستوران ایرانی، فست فود و بین‌المللی است. اپال دارای یک هایپرمارکت به مساحت ۶ هزار مترمربع در طبقه H با نام اپال مارکت است. این هایپر مارکت بزرگ‌ترین هایپرمارکت غرب تهران می‌باشد.مرکز خرید اپال کنار ایستگاه میدان کتاب خط ۷ مترو تهران واقع شده است.

## بیشتر بخوانید
- فهرست مراکز خرید در ایران

## پیون به بیرون
- وبگاه رسمی
- صفحه اپال در اینستگرام